# Acanthocalycium
Acanthocalycium és un gènere de cactus que consta de tres espècies. És originari de l'Argentina. El nom d'aquest tàxon prové del grec akantha (que significa espinós) i kalyx (que significa brots), la qual cosa es refereix a les espines en el tub floral.
Són plantes de globoses a allargades, amb nombroses costelles en les tiges. Les flors van de blanques a rosades o roges i s'obren de dia.

## Taxonomia
Spinicalycium Fric (nom. inval.) ha passat a ser un sinònim del gènere. A més el gènere Acanthocalycium periòdicament s'ha inclòs dins el gènere Echinopsis.